# Confederation of African Rugby Championship 2004
El Confederation of African Rugby Championship del 2004 fue la quinta edición del Torneo africano de naciones.

## Zona Norte

### Posiciones
| Pos. | Equipo          | Encuentros | Encuentros | Encuentros | Encuentros | Tantos  | Tantos    | Tantos     | Puntos |
| Pos. | Equipo          | jugados    | ganados    | empatados  | perdidos   | a favor | en contra | diferencia | Puntos |
| ---- | --------------- | ---------- | ---------- | ---------- | ---------- | ------- | --------- | ---------- | ------ |
| 1    | Marruecos       | 3          | 3          | 0          | 0          | 46      | 15        | +31        | 6      |
| 2    | Costa de Marfil | 3          | 2          | 0          | 1          | 31      | 24        | +7         | 4      |
| 3    | Túnez           | 3          | 1          | 0          | 2          | 26      | 28        | -2         | 2      |
| 4    | Camerún         | 3          | 0          | 0          | 3          | 19      | 55        | -36        | 0      |

|  | Clasificado a la final |

### Resultados
| 7 de marzo | Costa de Marfil | 8 – 3 | Túnez | Abiyán, |  |

| 27 de marzo | Marruecos | 11 – 6 | Costa de Marfil | Casablanca, |  |

| 10 de abril | Túnez | 20 – 3 | Camerún | Túnez, |  |

| 24 de abril | Marruecos | 17 – 3 | Túnez | Casablanca, |  |

| 1 de mayo | Costa de Marfil | 17 – 10 | Camerún | Abyán, |  |

| 29 de mayo | Camerún | 6 – 18 | Marruecos | Yaundé, |  |

## Zona Sur

### Grupo 1 Sur
| Pos. | Equipo     | Encuentros | Encuentros | Encuentros | Encuentros | Tantos  | Tantos    | Tantos     | Puntos |
| Pos. | Equipo     | jugados    | ganados    | empatados  | perdidos   | a favor | en contra | diferencia | Puntos |
| ---- | ---------- | ---------- | ---------- | ---------- | ---------- | ------- | --------- | ---------- | ------ |
| 1    | Zimbabue   | 2          | 1          | 0          | 1          | 35      | 23        | +12        | 2      |
| 2    | Madagascar | 2          | 1          | 0          | 1          | 39      | 42        | -3         | 2      |
| 3    | Uganda     | 2          | 1          | 0          | 1          | 24      | 33        | -9         | 2      |

### Resultados
| 14 de agosto | Uganda | 24 – 16 | Madagascar | Kampala, |  |

| 29 de agosto | Madagascar | 23 – 18 | Zimbabue | Antananarivo, |  |
|              |            | Reporte |          |               |  |

| 11 de septiembre | Zimbabue | 17 – 0 | Uganda | Harare, |  |

### Grupo 2 Sur
| Pos. | Equipo  | Encuentros | Encuentros | Encuentros | Encuentros | Tantos  | Tantos    | Tantos     | Puntos |
| Pos. | Equipo  | jugados    | ganados    | empatados  | perdidos   | a favor | en contra | diferencia | Puntos |
| ---- | ------- | ---------- | ---------- | ---------- | ---------- | ------- | --------- | ---------- | ------ |
| 1    | Namibia | 2          | 2          | 0          | 0          | 117     | 17        | +100       | 4      |
| 2    | Kenia   | 2          | 1          | 0          | 1          | 40      | 75        | -35        | 2      |
| 3    | Zambia  | 2          | 0          | 0          | 2          | 20      | 85        | -65        | 0      |

### Resultados
| 14 de agosto | Zambia | 10 – 52 | Namibia | Nchingola, |  |

| 29 de agosto | Kenia | 33 – 10 | Zambia | Nairobi, |  |
|              |       | Reporte |        |          |  |

| 11 de septiembre | Namibia | 65 – 7 | Kenia | Windhoek, |  |

### Final Zona Sur
| 25 de septiembre | Namibia | 68 – 8  | Zimbabue | Windhoek, |  |
|                  |         | Reporte |          |           |  |

## Final
| 13 de noviembre | Namibia | 39 - 22 | Marruecos | Windhoek, Namibia |  |

| Bandera de Namibia |
| Campeón Namibia    |
| Segundo título     |